# カート・シリング
カーティス・モンタギュー・シリング（Curtis Montague Schilling, 1966年11月14日 - ）は、アメリカ合衆国アラスカ州アンカレッジ出身の元プロ野球選手（投手）。右投右打。

## 経歴

### プロ入り前
シャドウ・マウンテン高校を卒業後、アリゾナ州プレスコットのヤバパイ短期大学に進学。1985年のJUCOワールドシリーズ制覇に貢献した。

### プロ入り
1986年1月のMLBドラフトでボストン・レッドソックスから2巡目に指名を受け入団。

### オリオールズ時代
1988年7月29日にマイク・ボディッカーとのトレードで、ブレイディ・アンダーソンと共にボルチモア・オリオールズへ移籍し、9月7日の古巣レッドソックス戦でメジャーデビュー。目立った成績は残せず、ブロンドの髪に青いラインを入れたため保守的なフランク・ロビンソン監督を怒らせた、ということ位でしか知られていない存在だった。
1990年は6月末にメジャーに昇格。リリーフとして登板し初勝利も挙げるが、セーブ失敗が6度もあった。

### アストロズ時代
1991年1月10日にグレン・デービスとのトレードで、スティーブ・フィンリーらと共にヒューストン・アストロズへ移籍した。オフにロジャー・クレメンスから「君は時間を無駄にしている」と2時間に及ぶ説教を受けた。今までのやり方ではダメだと気付き、それまでとは「全く違うアプローチ、視点、態度でゲームに臨む」ようになった。

### フィリーズ時代
1992年4月2日にトレードで、フィラデルフィア・フィリーズへ移籍した。当初はリリーフでの起用だったが、5月途中から先発に転向し、6月8日のピッツバーグ・パイレーツ戦でメジャー初完封を記録した。14勝11敗、防御率2.35、ナショナルリーグトップのWHIP0.99を記録するなど飛躍の年となった。
1993年は前半戦で5連敗を喫したが、終盤にかけて7連勝を記録するなど16勝7敗、防御率4.02、186奪三振を記録し、チームの地区優勝に大きく貢献した。アトランタ・ブレーブスとのリーグチャンピオンシップシリーズでは第1戦と第5戦に先発し好投するが、共にクローザーのミッチ・ウィリアムズがセーブに失敗し勝利は付かなかった。チームは4勝2敗で13年ぶりのリーグ優勝を果たし、防御率1.69、19奪三振の活躍が評価されてシリーズMVPに選出された。トロント・ブルージェイズとのワールドシリーズでは第1戦に先発し7失点で敗戦投手となるが、第5戦で5安打完封勝利を挙げる。しかし第6戦でウィリアムズがジョー・カーターに逆転サヨナラの3点本塁打を浴び、2勝4敗で敗退した。ウィリアムズがマウンドにいる間、白いタオルで顔を覆う姿（これが更にチームメイトの不安を煽った）を何度もカメラに撮られるなど、終始落ち着かない様子だった。
1994年は初の開幕投手を務めるが、勝利なしの7連敗と不調に陥り5月に離脱した。7月下旬に復帰後は持ち直したものの1994年から1995年のMLBストライキでシーズンが打ち切られ、2勝に終わった。
1995年は開幕4連勝を記録するが、7月18日を最後に故障で離脱し、7勝に留まる。オフにFAとなるが、再契約を結んだ。
1996年は開幕に間に合わず、5月中旬に復帰。打線の援護がなく9勝10敗だったが防御率3.19、8月・9月で2完封を含む7完投を記録するなどナ・リーグ最多の8完投の成績で復活の兆しを見せた。
1997年は自身初のオールスターに選出される。9月1日のニューヨーク・ヤンキース戦で自己最多の16奪三振を記録。17勝11敗、防御率2.97、319奪三振を記録し、最多奪三振のタイトルを獲得。サイ・ヤング賞の投票では4位に入った。
1998年は15勝14敗、防御率3.25、300奪三振、共にナ・リーグ最多の268.2イニング、15完投を記録し、2年連続で最多奪三振を獲得した。
1999年は前半戦で13勝4敗、防御率3.13、7完投を記録し、3年連続でオールスターに選出されて先発投手を務めた。後半戦は故障もあって2勝に留まり、15勝6敗、防御率3.54の成績だった。自身の活躍とは裏腹にチームは低迷し、次第に不甲斐ないフロントへの不満を口にするようになった。

### ダイヤモンドバックス時代
2000年7月26日にビセンテ・パディーヤ他3選手とのトレードで、アリゾナ・ダイヤモンドバックスへ移籍した。移籍後は途中5連敗もあったが、シーズン通算で11勝、ナ・リーグ最多の8完投を記録した。
2001年は開幕5連勝を記録するなど6月までに12勝を挙げる。5月26日のサンディエゴ・パドレス戦では8回途中までパーフェクトに抑えたが、ベン・デービスがバント安打で出塁し快挙を逃した。22勝6敗、防御率2.98、293奪三振、いずれもリーグ最多の256.2イニング、6完投、37被本塁打を記録し、最多勝のタイトルを獲得。チームメイトのランディ・ジョンソンと合わせて43勝、665奪三振を記録し、チームの地区優勝の原動力となる。ポストシーズンでも活躍は続き、セントルイス・カージナルスとのディビジョンシリーズでは第1戦に先発して3安打完封勝利、最終第5戦でも1失点完投勝利を挙げる。ブレーブスとのリーグチャンピオンシップシリーズでは第3戦で12奪三振で1失点完投勝利を挙げ、チームは球団創設4年目でリーグ優勝を果たす。ヤンキースとのワールドシリーズでは第1戦に先発し、7回1失点で勝利投手。中3日の第4戦でも7回1失点と好投するが、クローザーの金炳賢がセーブに失敗し勝利は付かなかった。再び中3日で登板の第7戦ではまたも7回を1失点に抑えるが、続投した八回表の先頭アルフォンソ・ソリアーノに勝ち越しのソロ本塁打を打たれ、7.1イニングの2失点で降板した。レギュラーシーズンとポストシーズンを合わせ、この年は305イニングに到達した。チームは9回裏にルイス・ゴンザレスのサヨナラ安打で勝利し、史上最速の創設4年目でのワールドシリーズ優勝となった。ワールドシリーズでは1勝だったが3勝のジョンソン（先発2勝）と共にシリーズMVPを受賞し、スポーツ・イラストレイテッド誌の2001年度 "スポーツマン・オブ・ザ・イヤー" にも選ばれた。サイ・ヤング賞の投票ではジョンソンに次ぐ2位だった。
2002年4月7日のミルウォーキー・ブルワーズ戦では自己最多で毎回の17三振を奪い1安打完封勝利。4月23日から9連勝を記録するなど前半戦で14勝を挙げ、オールスターで先発投手を務めた。終盤に打ち込まれたが、いずれもジョンソンに次ぐナ・リーグ2位の23勝（7敗）、316奪三振、259.1イニングを記録し、チームは2年連続地区優勝した。カージナルスとのディビジョンシリーズでは第2戦に先発して7回1失点と好投するが勝敗は付かず、チームは3連敗で敗退した。サイ・ヤング賞の投票では前年に続いてジョンソンに次ぐ2位に入る。
2003年は虫垂炎を患い4月19日に手術、5月30日のパドレス戦で打球を右手に受けて骨折した。7月に復帰後も左膝の痛みを抱えながらプレイする等故障に泣いた。6月末には審判技術向上のため導入されていたクエステック・システムの監視カメラをバットで破壊した。これは非難されるべき行為には違いないが、「あんなカメラに左右されるなんて、冗談じゃない。これまでストライクとコールされた球が、ボールになる。しかもスタジアムにカメラが有る無しでコールも変わる。最悪のシステムだ」という主張は、同システムに不満を感じていた一部のメジャーリーグ関係者から強い支持を集めた。防御率2.95、194奪三振を記録したものの8勝9敗に終わった。オフに球団との契約延長交渉が財政難のため決裂し、球団は移籍を容認。当初はフィリーズかヤンキースへ移籍と言われたが、フィリーズ時代に絶大な信頼関係を築いたテリー・フランコーナがレッドソックス新監督の有力候補となってからは事態が一転した。

### レッドソックス時代
2003年11月28日にブランドン・ライオン、ケイシー・フォッサム、ホルヘ・デラロサ他1選手とのトレードでレッドソックスへ移籍した。ダイヤモンドバックスとの契約が2004年まで残っていたが、2005年から2年2500万ドル（3年目は1300万ドルのオプション）で契約を延長した。
2004年は前半戦で11勝を挙げ、2年ぶりにオールスターに選出される。9月16日のタンパベイ・デビルレイズ戦で勝利投手となり、1978年のデニス・エカーズリー以来、球団史上5人目の入団初年度での20勝を達成。21勝6敗、防御率3.26、203奪三振を記録し、チームのワイルドカード獲得に貢献。アナハイム・エンゼルスとのディビジョンシリーズでは第1戦に先発し勝利投手となるが、右足首の腱を断裂する怪我を負う。ヤンキースとのリーグチャンピオンシップシリーズでは第1戦に先発するが、痛みから本来の投球ができず、3回6失点で敗戦投手となる。球団の医療スタッフは、痛めた足首の周囲の皮膚を縫い付けて断裂した腱が動かないようにする応急処置を敢行する。当時の報道によればこのような処置はそれまで誰もやったことがなく、有効性を確かめるために医療解剖用の死体を使ってリハーサルを行ったという。第6戦では7回1失点と好投して勝利投手となり、史上初めて3連敗からタイに持ち込んだが、試合終盤には縫合部分から出血し、靴下が血に染まった。以後は先発の前日に足の皮膚を縫い合わせ、登板が終わったら抜糸、を繰り返した（縫い付けたままでは患部が化膿する恐れがあるため）。チームは最終第7戦も勝利して18年ぶりのリーグ優勝を果たす。カージナルスとのワールドシリーズでは第2戦に先発し、靴下を血に染めながら7回を4安打1失点と好投して勝利投手。チームは4連勝で1918年以来86年ぶりのワールドシリーズ優勝となり、バンビーノの呪いを打ち破った。シリングの血染めのソックスは野球殿堂に展示されることになった。サイ・ヤング賞の投票では満票で受賞したヨハン・サンタナに次ぐ2位に入り、チーム全体でスポーツ・イラストレイテッド誌の2004年度スポーツマン・オブ・ザ・イヤーを受賞した。
2005年は前年の故障の影響で開幕に間に合わず、復帰後も不本意な投球で再び故障者リスト入りした。7月に復帰した後はクローザーとして9セーブを記録し、8月下旬からは先発に戻る。チームは地区優勝を逃すがワイルドカードを獲得した。シカゴ・ホワイトソックスとのディビジョンシリーズでは3連敗で敗退。第4戦で先発予定だったため登板機会は無かった。
2006年は開幕から4試合で4勝・防御率1.61を記録し、引退が近いのではという声も退けた。5月27日のデビルレイズ戦で史上104人目の通算200勝を達成。8月30日のオークランド・アスレチックス戦ではニック・スウィッシャーから三振を奪い、通算3000奪三振に到達。与四球1000以下での達成はファーガソン・ジェンキンス、グレッグ・マダックスに次ぐ史上3人目となった。直後に故障で離脱するが15勝7敗、防御率3.97、183奪三振を記録した。
2007年1月にデニス・アンド・カラハンというラジオ番組に出演し、2007年シーズンで引退する意思がないことを表明した。契約延長を申し出るも、球団は年齢、体調などを理由にシーズンの終了まで交渉を拒否。それに対し、球団が独占交渉権を持つワールドシリーズ終了後の15日間に交渉を行うつもりはないと発言した。2007年6月7日のアスレチックス戦では9回二死まで失策の走者1人に抑えるも、シャノン・スチュワートに95マイルの速球を右翼へ打たれ、あと一歩でノーヒットノーランを逃した。その後2度の先発で打ち込まれ、7月20日に肩のMRI検査を受けて故障者リスト入り。9勝に留まるが、チームは12年ぶりの地区優勝を果たす。エンゼルスとのディビジョンシリーズでは第3戦に先発し、7回無失点で勝利投手。クリーブランド・インディアンスとのリーグチャンピオンシップシリーズでは第2戦に先発し5回途中5失点で降板するが、第6戦は7回2失点と好投して勝利投手となり、チームは3年ぶりのリーグ優勝。コロラド・ロッキーズとのワールドシリーズでは第3戦に先発し、6回途中1失点で勝利投手となり、3年ぶりのワールドシリーズ優勝に貢献した。オフにFAとなり、2年3000万ドルを提示した球団もあったが、1年800万ドルで残留。
2008年3月13日、状態の思わしくなかった右肩のリハビリのため、60日間の故障者リスト入りした。本人は手術を希望したが、球団はまずリハビリすることを望んだ。復帰はオールスター明けとみられていたが結局6月に手術を行い、終盤に復帰するのではと言われたが、1試合も登板することなくシーズンを終えた。チームはワイルドカードでポストシーズンに進出した。タンパベイ・レイズとのリーグチャンピオンシップシリーズ第5戦で始球式を務めたが、投球はホームベースのかなり手前でワンバウンド。レッドソックスファンのブログでは、「The 8 Million Dollar First Pitch（800万ドルの始球式）」と揶揄された。チームは3勝4敗で敗退した。
2009年3月23日に自身のブログで「パーティーは終わりだ。23年間のプロ生活で世界一のファンからいろんな場所で祝福を受けてきて、引退には何の後悔もない」と現役引退を表明した。

### 殿堂得票
2013年に最初の得票が行われたが、1年目の得票率は38.8%で落選した。

### 薬物使用勧誘告発
2008年のレッドソックス在籍時に、球団関係者から禁止薬物の使用を勧められたとレッドソックスを告発した。本人は手術を希望し、球団はリハビリすることを望んだが（先述）、その際にリハビリの一環として運動能力向上薬の使用を勧められたという事実を2013年2月7日にESPNが報じた。結果的には禁止薬物の使用を断り手術を受けたが、復帰できずに引退となった。

### 舌禍事件による解雇
2010年よりスポーツ専門放送局であるESPNの解説者兼アナリストを務めていたが、2015年8月にはナチスとイスラム教徒を同一視したとも受け取れる書き込みを自身のTwitterにて行い、担当していたリトルリーグ・ベースボール・ワールドシリーズの解説から降板させられた。
2016年には自身のFacebookに書き込んだトランスジェンダーに対する性的差別発言により、4月20日に契約を解除された。

## 選手としての特徴
90mph台後半のフォーシームとスプリッターが最大の武器で、他にも鋭く落ちる縦のカーブやスライダー、チェンジアップを投げた。速球のスピードには幅があり、98mph（約158km/h）を計時することもあれば、特に左打者に対して88mph（約142km/h）程度の遅い球を投げる時もあった。決め球のスプリッターは80mph台後半の球速を誇った。30代中盤以降は抜群の制球力を身につけ、2001年からの通算与四球率は1.40と驚異的な数値を記録しており、どの球種でもコンスタントにストライクを取ることができた。
若い頃は「君は頭が悪いんだってね」という問いに対し、「その通りだ」と答えるなど『パーティ・アニマル』と呼ばれるほど思慮が足りない選手であった。しかし30歳を越えた辺りから膨大なメモとノートパソコンに蓄積したデータを用いた打者の分析や、自軍の野手の守備位置の研究などの徹底した準備を行うようになり、試合前にはコーチや選手を集めて打者一人一人に対する守備位置の確認を行い、「この打者に対しては2ストライクで守備位置を変えてほしい」などという要求まで出し、試合中でもマウンドから守備位置変更の指示を出すこともあった。ダイヤモンドバックス時代にチームメイトだったルイス・ゴンザレスは「こっちには何のことだか…なんてことが多いが、彼は自分が何をやっているかをしっかりと分かっている。だから彼の言う通りにしたのにやられた、なんて時は側にやって来て『気にするな。間違ったのは俺だ』って言うんだよ」と語っている。

## 人物
気迫溢れるプレーを信条とし、日本のマスコミからは敬愛をこめて「マウンドの鬼」と称されたこともある一方で慈善事業にも積極的で、筋萎縮性側索硬化症（ALS）の研究を支援しており、奪三振数に応じて毎年寄付を行っている。人気クイズ番組「Jeopardy!」（2006年11月9日放送）に出演した際は獲得した25,000ドルをチャリティへ寄付し、2004年のプレイオフでは、足首の手術を受けた後（カメラが足によく向かうのを知りつつ）シューズに "K ALS"（Kは三振の意）と書いた。2006年オフにレッドソックス移籍が決まった岡島秀樹と松坂大輔のために日本語を少し学び始めた。海外でのウィンターリーグの経験から、周りで全く分からない言葉を喋られる事がいかに気持ちの良くないものであるかを知っているため、少しでもそれを軽くするようにチームメイトが努力をしてやるのが最高の解決方法だと語っている。
しかし、思想としてはやや保守的な思想も垣間見せており、2017年に発覚したボストンファンによる人種差別問題については、対戦相手のオリオールズの外野手を非難している。また、それ以外にも引退後務めていた解説を問題発言が相次ぎ解雇処分になっている。

### ゲーム
ボードゲーム／コンピューターゲームのファンとして知られ、「nerd（オタク）」を自認している。特に戦術級ウォーゲームアドバンスト・スコードリーダー（Advanced Squard Leader / ASL）の根強いファンである。例年開催されるASLオクトーバーフェストに参加出来なかった時には、その無念さから自らの資金でASLオープンを創設した。その第1回は1993年1月15日にテキサス州ヒューストンで開催された。また、同ゲームのための『Fire for Effect』というアマチュア隔月雑誌も刊行していた。発売元のアバロンヒル（Avalon Hill）が倒産してハズブロ社に買収された際にはASL部門を買い取り、マルチマン・パブリッシング社を設立し、ゲームの再版や新シナリオの販売などを手がけている。また、新雑誌『ASL Journal』を創刊し、記事やゲームシナリオを提供している。
『エバークエスト』、『エバークエスト2』の大ファンとしても広く知られている。『エバークエスト2』の開発者がシリングに特別なキャラクターを作成し、2006年6月5日から7日までの3日間、ファンはそのバーチャルのカート・シリングと対戦することができた。このバーチャル・シリングが倒されるごとにソニーオンラインエンタテインメント社から5ドルがALS研究に寄付された。その他PCゲーマー誌上で2つの拡張パックのレビューをしたこともある。
2006年にゲーム会社グリーンモンスターゲームズを創設した（のちに自身の背番号から38スタジオと改名）が、2012年6月に38スタジオは破産し、自身も無一文になってしまったという。

### 癌との闘病
2014年8月には口腔がんに罹患しており、闘病中であることを告白した。30年間にわたり愛好した噛みたばこが原因とし、治療により75ポンド（約34kg）も体重が減少したことを告白した。

## 詳細情報

### 年度別投手成績
| 年 度     | 球 団     | 登 板 | 先 発 | 完 投 | 完 封 | 無 四 球 | 勝 利 | 敗 戦 | セ 丨 ブ | ホ 丨 ル ド | 勝 率 | 打 者 | 投 球 回 | 被 安 打 | 被 本 塁 打 | 与 四 球 | 敬 遠 | 与 死 球 | 奪 三 振 | 暴 投 | ボ 丨 ク | 失 点 | 自 責 点 | 防 御 率 | W H I P |
| --------- | --------- | ----- | ----- | ----- | ----- | -------- | ----- | ----- | -------- | ----------- | ----- | ----- | -------- | -------- | ----------- | -------- | ----- | -------- | -------- | ----- | -------- | ----- | -------- | -------- | ------- |
| 1988      | BAL       | 4     | 4     | 0     | 0     | 0        | 0     | 3     | 0        | --          | .000  | 76    | 14.2     | 22       | 3           | 10       | 1     | 1        | 4        | 2     | 0        | 19    | 16       | 9.82     | 2.18    |
| 1989      | BAL       | 5     | 1     | 0     | 0     | 0        | 0     | 1     | 0        | --          | .000  | 38    | 8.2      | 10       | 2           | 3        | 0     | 0        | 6        | 1     | 0        | 6     | 6        | 6.23     | 1.50    |
| 1990      | BAL       | 35    | 0     | 0     | 0     | 0        | 1     | 2     | 3        | --          | .333  | 191   | 46.0     | 38       | 1           | 19       | 0     | 0        | 32       | 0     | 0        | 13    | 13       | 2.54     | 1.24    |
| 1991      | HOU       | 56    | 0     | 0     | 0     | 0        | 3     | 5     | 8        | --          | .375  | 336   | 75.2     | 79       | 2           | 39       | 7     | 0        | 71       | 4     | 1        | 35    | 32       | 3.81     | 1.56    |
| 1992      | PHI       | 42    | 26    | 10    | 4     | 4        | 14    | 11    | 2        | --          | .560  | 895   | 226.1    | 165      | 11          | 59       | 4     | 1        | 147      | 4     | 0        | 67    | 59       | 2.35     | 0.99    |
| 1993      | PHI       | 34    | 34    | 7     | 2     | 0        | 16    | 7     | 0        | --          | .696  | 982   | 235.1    | 234      | 23          | 57       | 6     | 4        | 186      | 9     | 3        | 114   | 105      | 4.02     | 1.24    |
| 1994      | PHI       | 13    | 13    | 1     | 0     | 0        | 2     | 8     | 0        | --          | .200  | 360   | 82.1     | 87       | 10          | 28       | 3     | 3        | 58       | 3     | 1        | 42    | 41       | 4.48     | 1.40    |
| 1995      | PHI       | 17    | 17    | 1     | 0     | 1        | 7     | 5     | 0        | --          | .583  | 473   | 116.0    | 96       | 12          | 26       | 2     | 3        | 114      | 0     | 1        | 52    | 46       | 3.57     | 1.05    |
| 1996      | PHI       | 26    | 26    | 8     | 2     | 4        | 9     | 10    | 0        | --          | .474  | 732   | 183.1    | 149      | 16          | 50       | 5     | 3        | 182      | 5     | 0        | 69    | 65       | 3.19     | 1.09    |
| 1997      | PHI       | 35    | 35    | 7     | 2     | 4        | 17    | 11    | 0        | --          | .607  | 1009  | 254.1    | 208      | 25          | 58       | 3     | 5        | 319      | 5     | 1        | 96    | 84       | 2.97     | 1.05    |
| 1998      | PHI       | 35    | 35    | 15    | 2     | 1        | 15    | 14    | 0        | --          | .517  | 1089  | 268.2    | 236      | 23          | 61       | 3     | 6        | 300      | 12    | 0        | 101   | 97       | 3.25     | 1.11    |
| 1999      | PHI       | 24    | 24    | 8     | 1     | 1        | 15    | 6     | 0        | 0           | .714  | 735   | 180.1    | 159      | 25          | 44       | 0     | 5        | 152      | 4     | 0        | 74    | 71       | 3.54     | 1.13    |
| 2000      | PHI       | 16    | 16    | 4     | 1     | 0        | 6     | 6     | 0        | 0           | .500  | 474   | 112.2    | 110      | 17          | 32       | 4     | 1        | 96       | 4     | 0        | 49    | 49       | 3.91     | 1.26    |
| 2000      | ARI       | 13    | 13    | 4     | 1     | 1        | 5     | 6     | 0        | 0           | .455  | 388   | 97.2     | 94       | 10          | 13       | 0     | 0        | 72       | 0     | 0        | 41    | 40       | 3.69     | 1.10    |
| '00計     | ARI       | 29    | 29    | 8     | 2     | 1        | 11    | 12    | 0        | 0           | .478  | 862   | 210.1    | 204      | 27          | 45       | 4     | 1        | 168      | 4     | 0        | 90    | 89       | 3.81     | 1.18    |
| 2001      | ARI       | 35    | 35    | 6     | 1     | 2        | 22    | 6     | 0        | 0           | .786  | 1021  | 256.2    | 237      | 37          | 39       | 0     | 1        | 293      | 4     | 0        | 86    | 85       | 2.98     | 1.08    |
| 2002      | ARI       | 36    | 35    | 5     | 1     | 2        | 23    | 7     | 0        | 0           | .767  | 1017  | 259.1    | 218      | 29          | 33       | 1     | 3        | 316      | 6     | 0        | 95    | 93       | 3.23     | 0.97    |
| 2003      | ARI       | 24    | 24    | 3     | 2     | 2        | 8     | 9     | 0        | 0           | .471  | 673   | 168.0    | 144      | 17          | 32       | 2     | 3        | 194      | 4     | 0        | 58    | 55       | 2.95     | 1.05    |
| 2004      | BOS       | 32    | 32    | 3     | 0     | 1        | 21    | 6     | 0        | 0           | .778  | 910   | 226.2    | 206      | 23          | 35       | 0     | 5        | 203      | 3     | 0        | 84    | 82       | 3.26     | 1.06    |
| 2005      | BOS       | 32    | 11    | 0     | 0     | 0        | 8     | 8     | 9        | 0           | .500  | 418   | 93.1     | 121      | 12          | 22       | 0     | 3        | 87       | 1     | 1        | 59    | 59       | 5.69     | 1.53    |
| 2006      | BOS       | 31    | 31    | 0     | 0     | 0        | 15    | 7     | 0        | 0           | .682  | 834   | 204.0    | 220      | 28          | 28       | 1     | 3        | 183      | 1     | 0        | 90    | 90       | 3.97     | 1.22    |
| 2007      | BOS       | 24    | 24    | 1     | 1     | 1        | 9     | 8     | 0        | 0           | .529  | 633   | 151.0    | 165      | 21          | 23       | 1     | 2        | 101      | 0     | 0        | 68    | 65       | 3.87     | 1.25    |
| MLB：20年 | MLB：20年 | 569   | 436   | 83    | 20    | 24       | 216   | 146   | 22       | 0           | .597  | 13284 | 3261.0   | 2998     | 347         | 711      | 43    | 52       | 3116     | 72    | 8        | 1318  | 1253     | 3.46     | 1.14    |

- 各年度の太字はリーグ最高

### 年度別守備成績
| 年 度 | 球 団 | 投手（P） | 投手（P） | 投手（P） | 投手（P） | 投手（P） | 投手（P） |
| 年 度 | 球 団 | 試 合     | 刺 殺     | 補 殺     | 失 策     | 併 殺     | 守 備 率  |
| ----- | ----- | --------- | --------- | --------- | --------- | --------- | --------- |
| 1988  | BAL   | 4         | 0         | 0         | 1         | 0         | .000      |
| 1989  | BAL   | 5         | 1         | 0         | 0         | 0         | 1.000     |
| 1990  | BAL   | 35        | 1         | 4         | 0         | 0         | 1.000     |
| 1991  | HOU   | 56        | 6         | 4         | 1         | 0         | .909      |
| 1992  | PHI   | 42        | 14        | 21        | 3         | 1         | .921      |
| 1993  | PHI   | 34        | 6         | 36        | 0         | 1         | 1.000     |
| 1994  | PHI   | 13        | 2         | 11        | 1         | 0         | .929      |
| 1995  | PHI   | 17        | 2         | 8         | 1         | 1         | .909      |
| 1996  | PHI   | 26        | 10        | 8         | 1         | 0         | .947      |
| 1997  | PHI   | 35        | 20        | 28        | 1         | 2         | .980      |
| 1998  | PHI   | 35        | 18        | 33        | 2         | 3         | .962      |
| 1999  | PHI   | 24        | 11        | 19        | 0         | 1         | 1.000     |
| 2000  | PHI   | 16        | 6         | 8         | 0         | 0         | 1.000     |
| 2000  | ARI   | 13        | 5         | 11        | 0         | 0         | 1.000     |
| '00計 | ARI   | 29        | 11        | 19        | 0         | 0         | 1.000     |
| 2001  | ARI   | 35        | 15        | 21        | 1         | 4         | .973      |
| 2002  | ARI   | 36        | 9         | 16        | 0         | 1         | 1.000     |
| 2003  | ARI   | 24        | 8         | 13        | 5         | 1         | .808      |
| 2004  | BOS   | 32        | 16        | 14        | 0         | 2         | 1.000     |
| 2005  | BOS   | 32        | 7         | 7         | 2         | 1         | .875      |
| 2006  | BOS   | 31        | 14        | 26        | 3         | 1         | .930      |
| 2007  | BOS   | 24        | 12        | 9         | 0         | 0         | 1.000     |
| MLB   | MLB   | 569       | 183       | 297       | 22        | 19        | .956      |

- 各年度の太字はリーグ最高

### タイトル
- 最多勝利：2回（2001年、2004年）
- 最多奪三振：2回（1997年、1998年）

### 表彰
- リーグチャンピオンシップシリーズMVP：1回（1993年）
- ピッチャー・オブ・ザ・マンス：4回（1999年5月、2001年5月、2002年5月・7月）
- ルー・ゲーリッグ賞：1回（1995年）
- ワールドシリーズMVP：1回（2001年）
- ロベルト・クレメンテ賞：1回（2001年）
- ハッチ賞：1回（2001年）
- ベーブ・ルース賞：1回（2001年）
- プレイヤーズ・チョイス・アワーズ優秀投手：2回（2001年、2002年）

### 記録
- MLBオールスターゲーム選出：6回（1997年 - 1999年、2001年、2002年、2004年）
- K/BB（奪三振/与四球）：4.38（MLB歴代1位）※20世紀以降かつ3000イニング以上[23]。

### 背番号
- 43（1988年 - 1990年途中）
- 45（1990年途中 - 同年終了）
- 19（1991年）
- 38（1992年 - 2007年）